# Heinrich Kraeger
Heinrich Kraeger (* 12. März 1870 in Bremen; † 11. April 1945 in Borgsdorf; vollständiger Name: Alexander August Heinrich Kraeger) war ein deutscher Literaturwissenschaftler und Hochschullehrer, der als Professor für Literaturgeschichte lehrte und als Autor ausgiebig im völkischen Milieu publizierte, so u. a. unter dem Pseudonym Erich Ekkehard.

## Leben
Der Sohn eines 1883 gestorbenen Kaufmanns lernte in Bremen den Dichter, Schriftsteller, Bibliothekar und Theaterkritiker Heinrich Bulthaupt (1849–1905) kennen, der sein Mentor und Lebensfreund wurde, mit dem er diverse Reisen unternahm, und deren Briefwechsel ein rückhaltloses Vertrauensverhältnis zwischen beiden offenbart, wobei Kraeger alle direkten Hinweise auf Homosexualität unterdrückte.
Nach seiner Reifeprüfung studierte Kraeger von 1889 bis 1894 an der Ludwig-Maximilians-Universität München, der Universität Leipzig und der Friedrich-Wilhelms-Universität Berlin. 1893 reiste er nach Großbritannien und 1894 nach Amerika. 1895–1896 absolvierte er seinen Militärdienst als Einjährig-Freiwilliger beim Infanterie-Regiment Nr. 107 in Leipzig. 1897 habilitierte er sich an der Universität Zürich und lehrte anschließend dort als Privatdozent. 1901 wurde er Lektor für Ausländer an der Friedrich-Wilhelms-Universität Berlin und 1902 Professor für Literaturgeschichte an der Kunstakademie Düsseldorf. Im Wintersemester 1906/1907 war er beurlaubt und hielt an der University of Chicago ein Kolleg über Deutschlands Kunst.
Um 1910 besaß Kraeger das Haus Rosenstraße 5 in Düsseldorf, das später der Maler Gerhard Janssen kaufte.
Kraeger nahm als Kriegsfreiwilliger und Offiziersstellvertreter im Infanterie-Regiment Nr. 135 am Ersten Weltkrieg teil; nach erlittenen Kriegsverletzungen lehrte er an der Hauptkadettenanstalt.
Kraeger war Mitglied in der Deutschen Vaterlandspartei und im Deutschvölkischen Schutz- und Trutzbund. Von den Franzosen wurde er 1921 aus der besetzten Zone ausgewiesen. Als Prof. a. D. lebte er in Berlin. 1922 trat er der NSDAP bei und blieb zumindest bis zum 9. November 1923 Mitglied. Dem Berliner Germanistischen Seminar gelang es, ihn als Nachfolger von Max Herrmann abzuwehren.
Unter dem Pseudonym Erich Ekkehard gab Kraeger von 1929 bis 1931 für Ulrich Fleischhauers U-Bodung-Verlag eine erweiterte Neuausgabe der ursprünglich von Philipp Stauff verfassten Sigilla Veri heraus. Dabei handelte es sich um ein antisemitisches Lexikon in vier Bänden, das allerdings nur bis zum Buchstaben P reichte. In den 1930er Jahren war er beauftragter Dozent und Altgermanist und leitete eine „völkische Arbeitsgemeinschaft“ der Germanisten an der Berliner Universität. 1937 trat er in den Ruhestand. Am 28. Januar 1938 beantragte er die Aufnahme in die NSDAP und wurde rückwirkend zum 1. Mai 1937 aufgenommen (Mitgliedsnummer 5.768.864).
Kraegers Schriften Wittenberg, Weimar, Potsdam (Weicher, Leipzig 1928) und Der künftige Dichter des Weltkrieges (Hirt, Breslau 1934) wurden in der Deutschen Demokratischen Republik (DDR) auf die Liste der auszusondernden Literatur gesetzt.

## Schriften (Auswahl)
- Conrad Ferdinand Meyer. Quellen und Wandlungen seiner Gedichte. Berlin 1901.